# Leody Taveras
Leody Taveras (Tenares, República Dominicana, 8 de septiembre de 1998) es un jugador profesional dominicano de béisbol que se desempeña en la posición de jardinero central en Texas Rangers, equipo de las Grandes Ligas de Béisbol (MLB).

## Carrera
En 2020, Taveras hizo su debut en la MLB con el equipo Texas Rangers, donde lleva jugando cinco temporadas.